# Pucará de Turi
El pucará de Turi és un monument històric de caràcter arqueològic situat a la localitat de Turi, en la comuna de Calama, regió d'Antofagasta, Xile. És a 47 km al nord-oest del poble de San Francisco de Chiu Chiu.
Pertany al conjunt de monuments nacionals de Xile des de l'any 1983 en virtut del Decret suprem 36 del 7 de gener d'aquell any; té la categoria de «Monument històric».

## Història
El pucará —del quítxua 'fortalesa' o 'turó fortificat'— és una construcció ameríndia en pedra situada a l'àrea de Turi, un llogaret a 3.000 msnm amb una extensió de 4 ha. És «el complex arquitectònic més gran construït per la cultura atacamenya».
Es degué edificar al 1250 aproximadament, mentre que a inicis del s. XV, l'inca Túpac Yupanqui conquesta els atacames, i al voltant del 1470 el conjunt sofreix una sèrie de modificacions amb la instal·lació d'estructures inques, entre aquestes un kallanka de 26 m de llarg que estava cobert amb un sostre de dues aigües. El conjunt contenia «cases rectangulars d'uns 4 x 5 m, amb sitges, de sostre pla amb coberta de fang»; en efecte, «dins del complex, hi ha aproximadament 620 recintes de diferents dimensions i morfologies, i se'n distingeixen algunes estructures simples de forma irregular i altres de més complexes, que comprenen diversos recintes intercomunicats».